# Maoritomella batjanensis
Maoritomella batjanensis is een slakkensoort uit de familie van de Borsoniidae. De wetenschappelijke naam van de soort is voor het eerst geldig gepubliceerd in 1913 door Mattheus Marinus Schepman.